# Dongchuan
Dongchuan léase Dong-chuán (en chino:东川区, pinyin:ōngchuān qū, lit: llanura este) es un distrito urbano bajo la administración directa de la ciudad-prefectura de Kunming. Se ubica al este de la provincia de Yunnan, sur de la República Popular China. Su área es de 1880 km² y su población total para 2010 fue  de más de 200 mil habitantes.

## Administración
El distrito de Dongchuan se divide en 8 pueblos que se administran en 1 subdistrito 1 villa y 6 poblados.

## Atractivo Turístico
Las Tierras Rojas de Dongchuan constituyen una región montañosa, conocida por la singular riqueza cromática de su suelo. Este terreno, de naturaleza agreste y alto contenido en óxidos de hierro, presenta una predominancia de tonalidades rojizas que contrastan con franjas de color verde, naranja y amarillo, producto de la vegetación y los distintos cultivos que allí se desarrollan.
Este entorno ha ganado reconocimiento tanto por su valor paisajístico como por su atractivo fotográfico, especialmente durante las estaciones donde el contraste de colores alcanza su punto máximo.

## Ambientes
El paisaje, marcado por un carácter rural y tradicional, se encuentra envuelto con frecuencia por bancos de niebla, lo que refuerza su atmósfera silenciosa y atemporal. En este entorno es común observar escenas cotidianas como el paso pausado de carros tirados por bueyes, elementos que acentúan la sensación de estar en un espacio donde el tiempo transcurre de manera distinta.